# At-Tariq

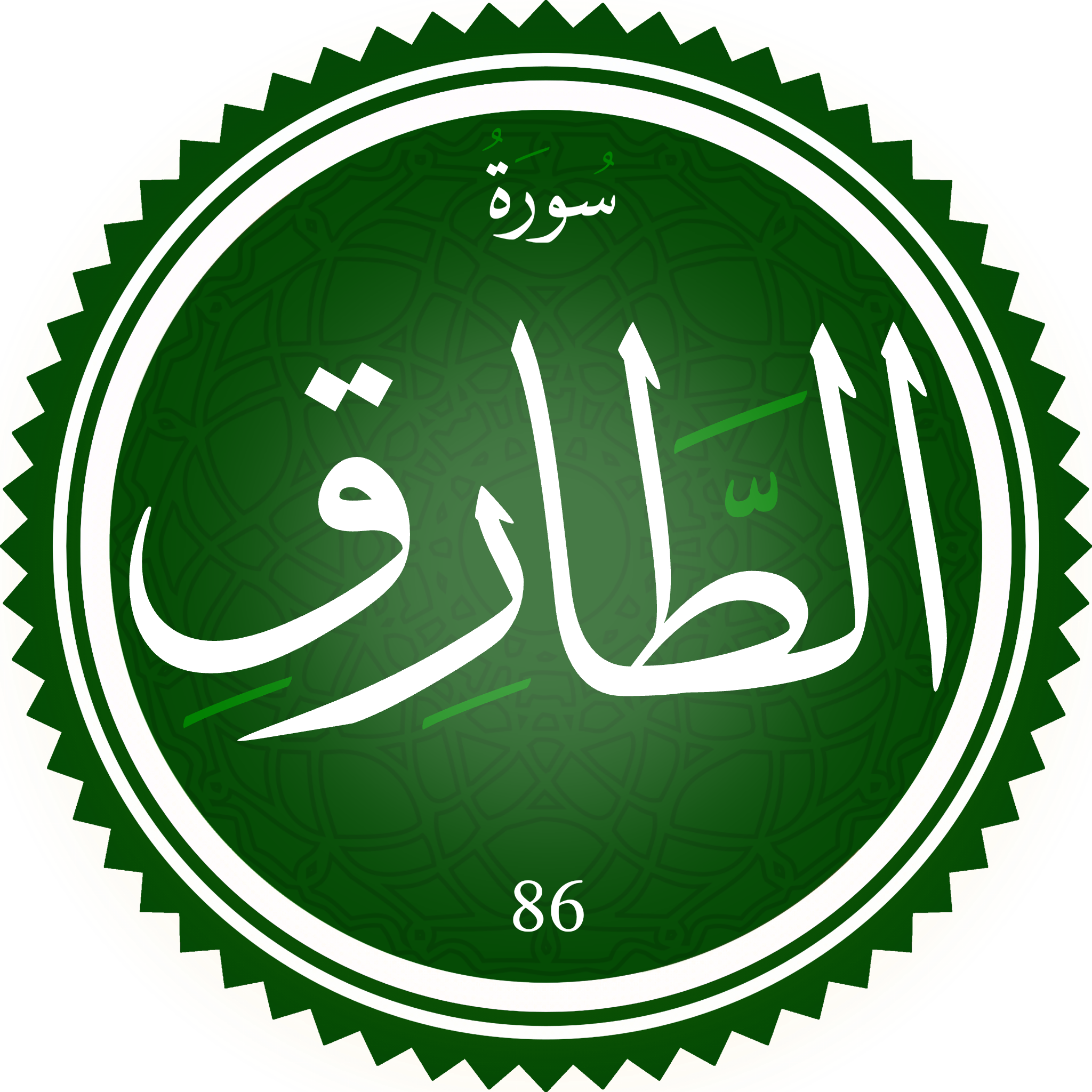
Sura al-Tariq.

At-Tāriq (arabiska: الطارق aṭ-Ṭāriq, "Den nattliga Besökaren") är den åttiosjätte suran i Koranen med 17 verser (ayah). Den skall ha uppenbarats för profeten Muhammed under dennes period i Mekka.
Suran beskriver skapelsen av människan, från en droppe (e.g. ett flöde) som "väller fram ur [mannens] länder och ur [kvinnans] bäckenring" (vers 7). Den klargör också att alla människor har en beskyddare. Den sista delen i suran förutsäger återuppståndelsen, som skall inträffa på yawm al-qiyamah, domedagen.